# دون ماركيز
دون ماركيز (بالإنجليزية: Don Marquis)‏ (و. 1878 – 1937 م) هو شاعر، ومؤلف، وكاتب سيناريو، وكاتب، وصحفي أمريكي، ولد في إلينوي، كان عضوًا في الأكاديمية الأمريكية للفنون والآداب، توفي في نيويورك، عن عمر يناهز 59 عاماً، بسبب سكتة.

## التعليم
تعلم في كلية نوكس ‏.

## وصلات خارجية
- دون ماركيز على موقع IMDb (الإنجليزية)
- دون ماركيز على موقع الموسوعة البريطانية (الإنجليزية)
- دون ماركيز على موقع ألو سيني (الفرنسية)
- دون ماركيز على موقع أول موفي (الإنجليزية)
- دون ماركيز على موقع قاعدة بيانات برودواي على الإنترنت (الإنجليزية)
- دون ماركيز على موقع إن إن دي بي (الإنجليزية)
- دون ماركيز على موقع ديسكوغز (الإنجليزية)
- دون ماركيز على موقع قاعدة بيانات الفيلم (الإنجليزية)
- دون ماركيز على موقع كينوبويسك (الروسية)